# Карло Джуфре
Ка̀рло Джуфрѐ (на италиански: Carlo Giuffrè, [ˈkar.lo dʒufˈfrɛ]) е италиански актьор.
Роден е на 3 декември 1928 година в Неапол, негов по-голям брат е актьорът Алдо Джуфре. Завършва Националната академия за драматично изкуство в Рим и от 1949 година работи в театъра, където става известен с участията си в комедиите с неаполитанска тематика на Едуардо Де Филипо. Снима се и в киното с популярни роли във филми, като „Мадам Сан Жен“ (Madame Sans Gêne, 1961), „Момичето с пистолета“ (La ragazza con la pistola, 1968), Son contento (1983), „Имало едно време в Америка“ (Once Upon a Time in America, 1984).
Карло Джуфре умира на 1 ноември 2018 година в Рим.